# (4782) Gembloux
(4782) Gembloux es un asteroide perteneciente al cinturón de asteroides, descubierto el 14 de octubre de 1980 por Henri Debehogne y el también astrónomo Léo Houziaux desde el Observatorio de la Alta Provenza, Saint-Michel-l'Observatoire, Francia.

## Designación y nombre
Designado provisionalmente como 1980 TH3. Fue nombrado Gembloux en homenaje a la ciudad industrial de Gembloux ubicada junto al río Ormeau al sur de Bélgica.

## Características orbitales
Gembloux está situado a una distancia media del Sol de 2,841 ua, pudiendo alejarse hasta 3,044 ua y acercarse hasta 2,638 ua. Su excentricidad es 0,071 y la inclinación orbital 1,338 grados. Emplea 1749 días en completar una órbita alrededor del Sol.

## Características físicas
La magnitud absoluta de Gembloux es 12,2. Tiene 11,521 km de diámetro y su albedo se estima en 0,135.